# Arthur et les Minimoys (livre)
Pour les articles homonymes, voir Arthur et les Minimoys.
Arthur et les Minimoys est le premier tome de la série de livres éponyme.

## Résumé
Arthur est un garçon de 10 ans logeant chez sa grand-mère pendant les vacances d’été car ses parents ont des problèmes d’argent. Un promoteur menace sa grand-mère de récupérer sa maison car elle ne paye plus le loyer. Seul le trésor caché dans le jardin par son grand-père (disparu depuis quatre ans) peut les sauver. Arthur trouve des traces laissées par son grand- père : il est au pays des minimoys de petites créatures ne mesurant seulement deux millimètres ! Il se trouve que le pays des minimoys est le jardin de sa grand-mère et pour parvenir à récupérer le trésor, il faut passer du côté des minimoys. Le grand-père d’Arthur détient le secret pour passer dans le monde des minimoys. Après avoir résolu l’énigme de son grand-père, Arthur passe dans le monde des minimoys. Là-bas, il rencontre le fils du roi minimoy : Bétamèche. Ainsi que sa fille... Sélénia dont il tombe amoureux dès le début de l’aventure. Le trésor de son grand-père se trouve chez Maltazard le maudit (il est la terreur des minimoys) dans la cité interdite. Arthur, Bétamèche et Sélénia partent donc vers la cité interdite où se trouve le trésor…

## Adaptation cinématographique
Le film Arthur et les Minimoys, adapté du livre combiné au deuxième tome, Arthur et la Cité interdite, et réalisé par Luc Besson, est sorti en salles le 13 décembre 2006.